# Polyarthra vulgaris
Polyarthra vulgaris ist eine Art aus der Gattung Polyarthra aus dem Stamm der Rädertierchen (Rotatoria).

## Beschreibung
Die Tiere werden 100 bis 145 µm groß, ihre Rumpfflossen 18 bis 28 µm breit. Die Tiere sind wie alle Arten der Gattung Polyarthra fußlos, und auf dem Bauch befinden sich zwei schmale Stacheln.

## Verbreitung
Die Art ist im Sommer am häufigsten und lebt planktisch in größeren Gewässern.